# Mayar Sherif
Mayar Sherif (n. 5 mai 1996, Cairo, Egipt) este o jucătoare profesionistă de tenis din Egipt. Cea mai bună clasare a carierei a fost locul 61 mondial WTA, poziție atinsă la 8 noiembrie 2021. Ea este deja cea mai bună jucătoare de tenis din istoria țării sale. 

## Viața personală
Sherif este un produs al tenisului american de colegiu, activând în facultate în NCAA.

## Legături externe
Materiale media legate de Mayar Sherif la Wikimedia Commons
- Mayar Sherif la Women's Tennis Association
- Mayar Sherif la International Tennis Federation
- Mayar Sherif pe site-ul Fed Cup